# Jelena Erić (Handballspielerin)
Jelena Erić (serbisch-kyrillisch Јелена Ерић; * 12. Oktober 1979 in Novi Sad) ist eine ehemalige serbische Handballspielerin, die sowohl für die serbisch-montenegrinische Nationalmannschaft als auch für die serbische Nationalmannschaft auflief.

## Karriere

### Im Verein
Jelena Erić begann das Handballspielen in ihrer Geburtsstadt beim Verein Jugoinspekt. Daraufhin warf Erić ihre Tore für ŽRK Radnički Belgrad, den sie im Jahre 2003 in Richtung ŽRK Knjaz Miloš verließ. Mit beiden Vereinen nahm sie an europäische Wettbewerbe für Vereinsmannschaften teil. Zur Saison 2005/06 wechselte die Rückraumspielerin zum dänischen Erstligisten KIF Kolding. Hier entwickelte sie sich rasch zur Leistungsträgerin und war in ihrer ersten Saison die erfolgreichste Torschützin von KIF. In der Spielzeit 2007/08 belegte Erić Platz 2 in der Torschützenliste der dänischen Liga und wurde in das Allstar-Team gewählt.
Erić schloss sich 2009 dem Ligakonkurrenten Randers HK an. Ein Jahr später errang sie mit Randers den EHF-Pokal. 2011 kehrte sie nach Serbien zurück und lief dort für ŽRK Zaječar auf. Ab dem Sommer 2012 stand die Serbin beim russischen Erstligisten GK Astrachanotschka unter Vertrag, wo sie 2014 ihre Karriere beendete.

### In der Nationalmannschaft
Jelena Erić spielte für die serbisch-montenegrinische und die serbische Auswahl. Mit der serbischen Nationalmannschaft nahm sie an der Weltmeisterschaft 2013 teil. Im Turnierverlauf erzielte sie sechs Treffer in neun Begegnungen und errang die Silbermedaille. Nach Turnierende beendete Erić ihre Länderspiellaufbahn.

### Funktionärstätigkeit
Erić wurde im Dezember 2020 in den Vorstand des serbischen Handballverbands gewählt. Gemeinsam mit der ehemaligen Handballspielerin Ljiljana Knežević ist sie für den Frauenbereich verantwortlich. Daneben fungiert Erić als EHF-Delegierte im Beachhandball. So war sie beispielsweise bei den EHF Beachhandball Championship 2022 für die ordentliche Durchführung der Spiele verantwortlich, unter anderem beim Spiel um Bronze zwischen Kroatien und Frankreich im Frauen-Wettbewerb.